# 路娘MOTION
『路娘MOTION』（ろこモーション）は、路娘MOTIONぷろじぇくとによる、鉄道車両を擬人化するプロジェクトである。現在、ドラマCDの制作やイベントなどが予定されている。また、ファンによる二次創作活動を公式で推奨している。

## キャラクター
三ノ輪橋ひな
声 - 菅沼茉祐
路娘001。都電荒川線の7700形車両をモティーフにしている。
飛鳥山さくら
声 - 西岡璃南
路娘002。都電荒川線の9000形車両をモティーフにしている。
NTｰリリ
路娘003。東京都交通局日暮里・舎人ライナーの330形電車をモティーフにしている。
白雪つばさ
路娘004。弘南鉄道のキ100形をモティーフにしている。
七久里あい
路娘005。上田電鉄の1000系車両をモティーフにしている。ネーミングコンテストによって名前が決定した。
新村さやか
声 - 高瀬絵菜
路娘006。アルピコ交通の3000形電車をモティーフにしている。ネーミングコンテストによって名前が決定した
初海あおい
声 - 小清水よう
路娘007。銚子電気鉄道の3000形車両をモティーフにしている。

## インターネット番組
『路娘MOTIONチャンネル』のタイトルで、2017年9月9日より不定期でニコニコ生放送にて放送されている。出演は高瀬絵菜と小清水よう。公式チャンネルでは放送のアーカイブ動画が随時、公開されている。